# Miguel Herrera
Miguel Ernesto Herrera Aguirre (Cuautepec de Hinojosa, 18 marzo 1968) è un allenatore di calcio ed ex calciatore messicano, di ruolo difensore, attuale commissario tecnico della nazionale costaricana.

## Statistiche

### Club
Statistiche aggiornate al 30 giugno 2025.
| Stagione            | Squadra             | Campionato          | Campionato | Campionato | Campionato | Campionato | Coppe nazionali | Coppe nazionali | Coppe nazionali | Coppe nazionali | Coppe nazionali | Coppe continentali | Coppe continentali | Coppe continentali | Coppe continentali | Coppe continentali | Altre coppe | Altre coppe | Altre coppe | Altre coppe | Altre coppe | Totale | Totale | Totale | Totale | % Vittorie | Piazzamento     |
| Stagione            | Squadra             | Comp                | G          | V          | N          | P          | Comp            | G               | V               | N               | P               | Comp               | G                  | V                  | N                  | P                  | Comp        | G           | V           | N           | P           | G      | V      | N      | P      | %          | Piazzamento     |
| ------------------- | ------------------- | ------------------- | ---------- | ---------- | ---------- | ---------- | --------------- | --------------- | --------------- | --------------- | --------------- | ------------------ | ------------------ | ------------------ | ------------------ | ------------------ | ----------- | ----------- | ----------- | ----------- | ----------- | ------ | ------ | ------ | ------ | ---------- | --------------- |
| feb.-apr. 2002      | Atlante             | PD                  | 12         | 5          | 4          | 3          | -               | -               | -               | -               | -               | -                  | -                  | -                  | -                  | -                  | -           | -           | -           | -           | -           | 12     | 5      | 4      | 3      | 41,67      | Sub, 14°        |
| 2002-2003           | Atlante             | PD                  | 38+2       | 16         | 11+1       | 11+1       | -               | -               | -               | -               | -               | -                  | -                  | -                  | -                  | -                  | -           | -           | -           | -           | -           | 40     | 16     | 12     | 12     | 40,00      | 10°, 2°         |
| 2003-2004           | Atlante             | PD                  | 38+6       | 15+2       | 13+2       | 10+2       | -               | -               | -               | -               | -               | -                  | -                  | -                  | -                  | -                  | -           | -           | -           | -           | -           | 44     | 17     | 15     | 12     | 38,64      | 5°, 6°          |
| 2004-2005           | Monterrey           | PD                  | 34+8       | 16+3       | 6+3        | 12+2       | -               | -               | -               | -               | -               | CCC                | 4                  | 1                  | 3                  | 0                  | -           | -           | -           | -           | -           | 46     | 20     | 12     | 14     | 43,48      | 6°, 7°          |
| 2005-2006           | Monterrey           | PD                  | 34+6       | 15+3       | 8+1        | 11+2       | -               | -               | -               | -               | -               | -                  | -                  | -                  | -                  | -                  | -           | -           | -           | -           | -           | 40     | 18     | 9      | 13     | 45,00      | 2°, 16°         |
| 2006-2007           | Monterrey           | PD                  | 34+2       | 12         | 10+1       | 12+1       | -               | -               | -               | -               | -               | -                  | -                  | -                  | -                  | -                  | IL          | 3           | 1           | 0           | 2           | 39     | 13     | 11     | 15     | 33,33      | 5°, 15°         |
| ago.-set. 2007      | Monterrey           | PD                  | 9          | 2          | 3          | 4          | -               | -               | -               | -               | -               | -                  | -                  | -                  | -                  | -                  | -           | -           | -           | -           | -           | 9      | 2      | 3      | 4      | 22,22      | Eson            |
| Totale Monterrey    | Totale Monterrey    | Totale Monterrey    | 111+16     | 45+6       | 27+5       | 39+5       |                 | -               | -               | -               | -               |                    | 4                  | 1                  | 3                  | 0                  |             | 3           | 1           | 0           | 2           | 134    | 53     | 35     | 46     | 39,55      |                 |
| feb.-mag. 2008      | Veracruz            | PD                  | 15         | 4          | 5          | 6          | -               | -               | -               | -               | -               | -                  | -                  | -                  | -                  | -                  | -           | -           | -           | -           | -           | 15     | 4      | 5      | 6      | 26,67      | Sub, 16° (ret.) |
| set. 2008-2009      | Tecos               | PD                  | 27+4       | 10+1       | 9+1        | 8+2        | -               | -               | -               | -               | -               | -                  | -                  | -                  | -                  | -                  | IL          | 3           | 1           | 0           | 2           | 34     | 12     | 10     | 12     | 35,29      | Sub, 7°, 6°     |
| 2009-2010           | Tecos               | PD                  | 34         | 10         | 9          | 15         | -               | -               | -               | -               | -               | CL                 | 2                  | 0                  | 0                  | 2                  | IL          | 4           | 2           | 1           | 1           | 40     | 12     | 10     | 18     | 30,00      | 12°, 14°        |
| lug.-set. 2010      | Tecos               | PD                  | 6          | 1          | 1          | 4          | -               | -               | -               | -               | -               | -                  | -                  | -                  | -                  | -                  | -           | -           | -           | -           | -           | 6      | 1      | 1      | 4      | 16,67      | Eson            |
| Totale Tecos        | Totale Tecos        | Totale Tecos        | 67+4       | 21+1       | 19+1       | 27+2       |                 | -               | -               | -               | -               |                    | 2                  | 0                  | 0                  | 2                  |             | 7           | 3           | 1           | 3           | 80     | 25     | 21     | 34     | 31,25      |                 |
| gen.-mag. 2011      | Atlante             | PD                  | 17+2       | 8          | 3+1        | 6+1        | -               | -               | -               | -               | -               | -                  | -                  | -                  | -                  | -                  | -           | -           | -           | -           | -           | 19     | 8      | 4      | 7      | 42,11      | Sub, 4°         |
| lug.-nov. 2011      | Atlante             | PD                  | 17         | 5          | 4          | 8          | -               | -               | -               | -               | -               | -                  | -                  | -                  | -                  | -                  | -           | -           | -           | -           | -           | 17     | 5      | 4      | 8      | 29,41      | 14°             |
| Totale Atlante      | Totale Atlante      | Totale Atlante      | 122+10     | 49+2       | 35+4       | 38+4       |                 | -               | -               | -               | -               |                    | -                  | -                  | -                  | -                  |             | -           | -           | -           | -           | 132    | 51     | 39     | 42     | 38,64      |                 |
| gen.-mag. 2012      | América             | PD                  | 17+4       | 9+1        | 5+1        | 3+2        | -               | -               | -               | -               | -               | -                  | -                  | -                  | -                  | -                  | -           | -           | -           | -           | -           | 21     | 10     | 6      | 5      | 47,62      | Sub, 3°         |
| 2012-2013           | América             | PD                  | 34+10      | 17+6       | 12+1       | 5+3        | cMX             | 14              | 8               | 2               | 4               | -                  | -                  | -                  | -                  | -                  | -           | -           | -           | -           | -           | 58     | 31     | 15     | 12     | 53,45      | 4°, 2°          |
| lug.-nov. 2013      | América             | PD                  | 17+6       | 11+1       | 4+2        | 2+3        | cMX             | 0               | 0               | 0               | 0               | CCL                | 4                  | 2                  | 0                  | 2                  | -           | -           | -           | -           | -           | 27     | 14     | 6      | 7      | 51,85      | 1°              |
| gen.-mag. 2016      | Club Tijuana        | PD                  | 17         | 3          | 9          | 5          | cMX             | 7               | 4               | 1               | 2               | -                  | -                  | -                  | -                  | -                  | -           | -           | -           | -           | -           | 24     | 7      | 10     | 7      | 29,17      | Sub, 14°        |
| 2016-2017           | Club Tijuana        | PD                  | 34+6       | 19+2       | 7          | 8+4        | cMX             | 10              | 5               | 1               | 4               | -                  | -                  | -                  | -                  | -                  | -           | -           | -           | -           | -           | 50     | 26     | 8      | 16     | 52,00      | 1°, 1°          |
| 2017-2018           | América             | PD                  | 34+8       | 16+2       | 11+3       | 7+3        | cMX             | 7               | 5               | 1               | 1               | CCL                | 6                  | 3                  | 2                  | 1                  | -           | -           | -           | -           | -           | 55     | 26     | 17     | 12     | 47,27      | 3°, 2°          |
| 2018-2019           | América             | PD                  | 34+10      | 18+5       | 8+3        | 8+2        | cMX             | 13              | 10              | 2               | 1               | -                  | -                  | -                  | -                  | -                  | -           | -           | -           | -           | -           | 57     | 33     | 13     | 11     | 57,89      | 2°, 5°          |
| 2019-2020           | América             | PD                  | 28+6       | 13+3       | 9          | 6+3        | -               | -               | -               | -               | -               | CCL                | 3                  | 1                  | 2                  | 0                  | LC+CdC+CC   | 2+1+1       | 0+0+0       | 2+1+0       | 0+0+1       | 41     | 17     | 14     | 10     | 41,46      | 6°              |
| lug.-nov. 2020      | América             | PD                  | 17+2       | 9          | 5          | 3+2        | -               | -               | -               | -               | -               | CCL                | 2                  | 0                  | 0                  | 2                  | -           | -           | -           | -           | -           | 21     | 9      | 5      | 7      | 42,86      | 3°              |
| Totale Club America | Totale Club America | Totale Club America | 181+46     | 93+18      | 54+10      | 34+18      |                 | 34              | 23              | 5               | 6               |                    | 15                 | 6                  | 4                  | 5                  |             | 4           | 0           | 3           | 1           | 280    | 140    | 76     | 64     | 50,00      |                 |
| 2021-2022           | Tigres UANL         | PD                  | 34+8       | 17+3       | 10         | 7+5        | -               | -               | -               | -               | -               | -                  | -                  | -                  | -                  | -                  | LC          | 1           | 0           | 0           | 1           | 43     | 20     | 10     | 13     | 46,51      | 4°, 2°          |
| lug.-ott. 2022      | Tigres UANL         | PD                  | 17+3       | 9+2        | 3          | 5+1        | -               | -               | -               | -               | -               | -                  | -                  | -                  | -                  | -                  | -           | -           | -           | -           | -           | 20     | 11     | 3      | 6      | 55,00      | 5°              |
| Totale Tigres       | Totale Tigres       | Totale Tigres       | 51+11      | 26+5       | 13         | 12+6       |                 | -               | -               | -               | -               |                    | -                  | -                  | -                  | -                  |             | 1           | 0           | 0           | 1           | 63     | 31     | 13     | 19     | 49,21      |                 |
| feb.-apr. 2023      | Club Tijuana        | PD                  | 11         | 2          | 3          | 6          | -               | -               | -               | -               | -               | -                  | -                  | -                  | -                  | -                  | -           | -           | -           | -           | -           | 11     | 2      | 3      | 6      | 18,18      | Sub, 15°        |
| 2023-2024           | Club Tijuana        | PD                  | 34         | 8          | 10         | 16         | -               | -               | -               | -               | -               | -                  | -                  | -                  | -                  | -                  | LC          | 2           | 0           | 0           | 2           | 36     | 8      | 10     | 18     | 22,22      | 13°, 16° (ret.) |
| Totale Club Tijuana | Totale Club Tijuana | Totale Club Tijuana | 96+6       | 32+2       | 29         | 35+4       |                 | 17              | 9               | 2               | 6               |                    | -                  | -                  | -                  | -                  |             | 2           | 0           | 0           | 2           | 121    | 43     | 31     | 47     | 35,54      |                 |
| Totale carriera     | Totale carriera     | Totale carriera     | 609        | 304        | 202        | 103        |                 | 51              | 32              | 7               | 12              |                    | 21                 | 7                  | 7                  | 7                  |             | 17          | 4           | 4           | 9           | 698    | 347    | 220    | 131    | 49,71      |                 |

#### Nazionale messicana
| Squadra | Naz                | dal             | al             | Record | Record | Record | Record     | Record | Record | Record | Record |
| G       | V                  | N               | P              | GF     | GS     | DR     | % Vittorie |        |        |        |        |
| ------- | ------------------ | --------------- | -------------- | ------ | ------ | ------ | ---------- | ------ | ------ | ------ | ------ |
| Messico | Messico (bandiera) | 18 ottobre 2013 | 28 luglio 2015 | 36     | 18     | 11     | 7          | 63     | 34     | +29    | 50,00  |

#### Nazionale messicana nel dettaglio
| nov. 2013        | Messico        | Qual Mondiale 2014 | Subentrato, Qualificato dopo lo spareggio interzona | 2  | 2  | 0  | 0 | 100,00& | 9  | 3  | +6  |
| giu.-lug. 2014   | Messico        | Mondiali 2014      | Ottavi di finale                                    | 4  | 2  | 1  | 1 | 50,00   | 5  | 3  | +2  |
| giu. 2015        | Messico        | Copa América 2015  | Eliminato nella fase a gironi (4º nel Gruppo A)     | 3  | 0  | 2  | 1 | &0,00   | 4  | 5  | -1  |
| lug. 2015        | Messico        | Gold Cup 2015      | Vincitore                                           | 6  | 4  | 2  | 0 | 66,67   | 16 | 6  | +10 |
| Dal 2014 al 2015 | Messico        | Amichevoli         |                                                     | 21 | 10 | 6  | 5 | 47,62   | 29 | 17 | +12 |
| Totale Messico   | Totale Messico | Totale Messico     | Totale Messico                                      | 36 | 18 | 11 | 7 | 50,00   | 63 | 34 | +31 |

### Panchine da commissario tecnico della nazionale messicana
| Cronologia completa delle presenze e delle reti in nazionale ― Messico | Cronologia completa delle presenze e delle reti in nazionale ― Messico | Cronologia completa delle presenze e delle reti in nazionale ― Messico | Cronologia completa delle presenze e delle reti in nazionale ― Messico | Cronologia completa delle presenze e delle reti in nazionale ― Messico | Cronologia completa delle presenze e delle reti in nazionale ― Messico | Cronologia completa delle presenze e delle reti in nazionale ― Messico | Cronologia completa delle presenze e delle reti in nazionale ― Messico |
| Data                                                                   | Città                                                                  | In casa                                                                | Risultato                                                              | Ospiti                                                                 | Competizione                                                           | Reti                                                                   | Note                                                                   |
| ---------------------------------------------------------------------- | ---------------------------------------------------------------------- | ---------------------------------------------------------------------- | ---------------------------------------------------------------------- | ---------------------------------------------------------------------- | ---------------------------------------------------------------------- | ---------------------------------------------------------------------- | ---------------------------------------------------------------------- |
| 13-11-2013                                                             | Città del Messico                                                      | Messico                                                                | 5 – 1                                                                  | Nuova Zelanda                                                          | Qual. Mondiali 2014                                                    | Paul Aguilar Raúl Jiménez 2 Oribe Peralta Rafael Márquez               | Cap: R.Marquez                                                         |
| 20-11-2013                                                             | Wellington                                                             | Nuova Zelanda                                                          | 2 – 4                                                                  | Messico                                                                | Qual. Mondiali 2014                                                    | 3 Oribe Peralta Carlos Alberto Peña                                    | Cap: R.Marquez                                                         |
| 30-1-2014                                                              | San Antonio                                                            | Messico                                                                | 4 – 0                                                                  | Corea del Sud                                                          | Amichevole                                                             | Oribe Peralta 3 Alan Pulido                                            | Cap: R.Marquez                                                         |
| 6-3-2014                                                               | Città del Messico                                                      | Messico                                                                | 0 – 0                                                                  | Nigeria                                                                | Amichevole                                                             | -                                                                      | Cap: R.Marquez                                                         |
| 3-4-2014                                                               | Glendale                                                               | Stati Uniti                                                            | 2 – 2                                                                  | Messico                                                                | Amichevole                                                             | Rafael Márquez Alan Pulido                                             | Cap: R.Marquez                                                         |
| 29-5-2014                                                              | Città del Messico                                                      | Messico                                                                | 3 – 0                                                                  | Israele                                                                | Amichevole                                                             | 2 Miguel Layún Marco Fabián                                            | Cap: A.Guardado                                                        |
| 31-5-2014                                                              | Arlington                                                              | Messico                                                                | 3 – 1                                                                  | Ecuador                                                                | Amichevole                                                             | Luis Montes Marco Fabián autorete                                      | Cap: R.Marquez                                                         |
| 4-6-2014                                                               | Chicago                                                                | Messico                                                                | 0 – 1                                                                  | Bosnia ed Erzegovina                                                   | Amichevole                                                             | -                                                                      |                                                                        |
| 6-6-2014                                                               | Foxborough                                                             | Portogallo                                                             | 1 – 0                                                                  | Messico                                                                | Amichevole                                                             | -                                                                      | Cap: R.Marquez                                                         |
| 13-6-2014                                                              | Natal                                                                  | Messico                                                                | 1 – 0                                                                  | Camerun                                                                | Mondiali 2014 - 1°turno                                                | Oribe Peralta                                                          | Cap: R. Marquez                                                        |
| 17-6-2014                                                              | Fortaleza                                                              | Brasile                                                                | 0 – 0                                                                  | Messico                                                                | Mondiali 2014 - 1°turno                                                | -                                                                      | Cap: R.Marquez                                                         |
| 23-6-2014                                                              | Recife                                                                 | Croazia                                                                | 1 – 3                                                                  | Messico                                                                | Mondiali 2014 - 1°turno                                                | Rafael Márquez Andrés Guardado Chicarito                               | Cap: R.Marquez                                                         |
| 29-6-2014                                                              | Fortaleza                                                              | Paesi Bassi                                                            | 2 – 1                                                                  | Messico                                                                | Mondiali 2014 - Ottavi di finale                                       | Giovani dos Santos                                                     | Cap: R.Marquez                                                         |
| 7-9-2014                                                               | Santa Clara Pueblo                                                     | Messico                                                                | 0 – 0                                                                  | Cile                                                                   | Amichevole                                                             | -                                                                      | Cap: A.Guardado                                                        |
| 10-9-2014                                                              | Commerce City                                                          | Bolivia                                                                | 0 – 1                                                                  | Messico                                                                | Amichevole                                                             | Miguel Layún                                                           |                                                                        |
| 10-10-2014                                                             | Tuxtla Gutiérrez                                                       | Messico                                                                | 2 – 0                                                                  | Honduras                                                               | Amichevole                                                             | Chicarito Oswaldo Alanís                                               | Cap: Chicarito                                                         |
| 12-10-2014                                                             | Santiago de Querétaro                                                  | Messico                                                                | 1 – 0                                                                  | Panama                                                                 | Amichevole                                                             | Érick Torres                                                           | Cap: Chicarito                                                         |
| 12-11-2014                                                             | Amsterdam                                                              | Paesi Bassi                                                            | 2 – 3                                                                  | Messico                                                                | Amichevole                                                             | 2 Carlos Vela Chicarito                                                | Cap: A.Guardado                                                        |
| 18-11-2014                                                             | Barysaŭ                                                                | Bielorussia                                                            | 3 – 2                                                                  | Messico                                                                | Amichevole                                                             | 2 Raúl Jiménez                                                         |                                                                        |
| 29-3-2015                                                              | Los Angeles                                                            | Messico                                                                | 1 – 0                                                                  | Ecuador                                                                | Amichevole                                                             | Chicarito                                                              | Cap: A.Guardado                                                        |
| 1-4-2015                                                               | Kansas City                                                            | Messico                                                                | 1 – 0                                                                  | Paraguay                                                               | Amichevole                                                             | Eduardo Herrera                                                        |                                                                        |
| 16-4-2015                                                              | San Antonio                                                            | Stati Uniti                                                            | 2 – 0                                                                  | Messico                                                                | Amichevole                                                             | -                                                                      | Cap: L.Montes                                                          |
| 31-5-2015                                                              | Tuxtla Gutiérrez                                                       | Messico                                                                | 3 – 0                                                                  | Guatemala                                                              | Amichevole                                                             | 2 Eduardo Herrera Jesús Corona                                         | Cap: L.Montes                                                          |
| 3-6-2015                                                               | Lima                                                                   | Perù                                                                   | 1 – 1                                                                  | Messico                                                                | Amichevole                                                             | Juan Carlos Valenzuela                                                 | Cap: R.Marquez                                                         |
| 7-6-2015                                                               | San Paolo                                                              | Brasile                                                                | 2 – 0                                                                  | Messico                                                                | Amichevole                                                             | -                                                                      | Cap: R.Marquez                                                         |
| 13-6-2015                                                              | Viña del Mar                                                           | Messico                                                                | 0 – 0                                                                  | Bolivia                                                                | Coppa America 2015 - 1°turno                                           | -                                                                      | Cap: R.Marquez                                                         |
| 16-6-2015                                                              | Santiago de Chile                                                      | Cile                                                                   | 3 – 3                                                                  | Messico                                                                | Coppa America 2015 - 1°turno                                           | 2 Matías Vuoso Raúl Jiménez                                            | Cap: J.Corona                                                          |
| 19-6-2015                                                              | San Fernando                                                           | Messico                                                                | 1 – 2                                                                  | Ecuador                                                                | Coppa America 2015 - 1°turno                                           | Raúl Jiménez (rig.)                                                    | Cap: J.Corona                                                          |
| 27-6-2015                                                              | Orlando                                                                | Messico                                                                | 2 – 2                                                                  | Costa Rica                                                             | Amichevole                                                             | Giovani dos Santos Chicarito                                           | Cap: A.Guardado                                                        |
| 1-7-2015                                                               | Houston                                                                | Honduras                                                               | 0 – 0                                                                  | Messico                                                                | Amichevole                                                             | -                                                                      | Cap: A.Guardado                                                        |
| 9-7-2015                                                               | Chicago                                                                | Messico                                                                | 6 – 0                                                                  | Cuba                                                                   | Gold Cup 2015 - 1°turno                                                | 3 Oribe Peralta Carlos Vela Andrés Guardado Giovani dos Santos         | Cap: A.Guardado                                                        |
| 13-7-2015                                                              | Glendale                                                               | Guatemala                                                              | 0 – 0                                                                  | Messico                                                                | Gold Cup 2015 - 1°turno                                                | -                                                                      | Cap: A.Guardado                                                        |
| 16-7-2015                                                              | Charlotte                                                              | Messico                                                                | 4 – 4                                                                  | Trinidad e Tobago                                                      | Gold Cup 2015 - 1°turno                                                | Paul Aguilar Carlos Vela Andrés Guardado autorete                      | Cap: A.Guardado                                                        |
| 20-7-2015                                                              | East Rutherford                                                        | Messico                                                                | 1 – 0 dts                                                              | Costa Rica                                                             | Gold Cup 2015 - Quarti di finale                                       | Andrés Guardado (rig.)                                                 | Cap: A.Guardado                                                        |
| 23-7-2015                                                              | Atlanta                                                                | Panama                                                                 | 1 – 2 dts                                                              | Messico                                                                | Gold Cup 2015 - Semifinale                                             | 2 Andrés Guardado 2 (rig.)                                             | Cap: A.Guardado                                                        |
| 26-7-2015                                                              | Filadelfia                                                             | Giamaica                                                               | 1 – 3                                                                  | Messico                                                                | Gold Cup 2015 - Finale                                                 | Andrés Guardado Jesús Corona Oribe Peralta                             | Cap: A.Guardado 10° titolo nord-centro americano                       |
| Totale                                                                 |                                                                        | Presenze                                                               | 36                                                                     |                                                                        | Reti                                                                   | 63                                                                     |                                                                        |

#### Nazionale costaricana
| Squadra    | Naz                   | dal            | al        | Record | Record | Record | Record     | Record | Record | Record | Record |
| G          | V                     | N              | P         | GF     | GS     | DR     | % Vittorie |        |        |        |        |
| ---------- | --------------------- | -------------- | --------- | ------ | ------ | ------ | ---------- | ------ | ------ | ------ | ------ |
| Costa Rica | Costa Rica (bandiera) | 7 gennaio 2025 | in carica | 9      | 6      | 2      | 1          | 31     | 11     | +20    | 66,67  |

#### Nazionale costaricana nel dettaglio
| mar. 2025         | Costa Rica        | Qual. Gold Cup 2025 | Qualificato       | 2 | 2 | 0 | 0 | 100,00& | 13 | 1  | +12 |
| giu. 2025         | Costa Rica        | Gold Cup 2025       | Quarti di finale  | 4 | 2 | 2 | 0 | 50,00   | 8  | 6  | +2  |
| 2025              | Costa Rica        | Qual. Mondiale 2026 | Sub, nel gruppo B | 2 | 2 | 0 | 0 | 100,00& | 10 | 1  | +9  |
| Dal 2025          | Costa Rica        | Amichevoli          |                   | 1 | 0 | 0 | 1 | &0,00   | 0  | 3  | -3  |
| Totale Costa Rica | Totale Costa Rica | Totale Costa Rica   | Totale Costa Rica | 9 | 6 | 2 | 1 | 66,67   | 31 | 11 | +20 |

### Panchine da commissario tecnico della nazionale costaricana
| Cronologia completa delle presenze e delle reti in nazionale ― Costa Rica | Cronologia completa delle presenze e delle reti in nazionale ― Costa Rica | Cronologia completa delle presenze e delle reti in nazionale ― Costa Rica | Cronologia completa delle presenze e delle reti in nazionale ― Costa Rica | Cronologia completa delle presenze e delle reti in nazionale ― Costa Rica | Cronologia completa delle presenze e delle reti in nazionale ― Costa Rica | Cronologia completa delle presenze e delle reti in nazionale ― Costa Rica                              | Cronologia completa delle presenze e delle reti in nazionale ― Costa Rica |
| Data                                                                      | Città                                                                     | In casa                                                                   | Risultato                                                                 | Ospiti                                                                    | Competizione                                                              | Reti                                                                                                   | Note                                                                      |
| ------------------------------------------------------------------------- | ------------------------------------------------------------------------- | ------------------------------------------------------------------------- | ------------------------------------------------------------------------- | ------------------------------------------------------------------------- | ------------------------------------------------------------------------- | --- | ------------------------------------------------------------------------- |
| 23-1-2025                                                                 | Orlando                                                                   | Stati Uniti                                                               | 3 – 0                                                                     | Costa Rica                                                                | Amichevole                                                                | - | Cap: F.Faerron                                                            |
| 22-3-2025                                                                 | Belmopan                                                                  | Belize                                                                    | 0 – 7                                                                     | Costa Rica                                                                | Qual. Gold Cup 2025                                                       | 2 Manfred Ugalde 1 (rig.) Kenneth Vargas Jeyland Mitchell 2 Álvaro Zamora Josimar Alcócer              | Cap: F.Calvo                                                              |
| 25-3-2025                                                                 | San José                                                                  | Costa Rica                                                                | 6 – 1                                                                     | Belize                                                                    | Qual. Gold Cup 2025                                                       | autorete 2 Alejandro Bran Alonso Martínez Manfred Ugalde Álvaro Zamora                                 | Cap: F.Calvo                                                              |
| 7-6-2025                                                                  | Bridgetown                                                                | Bahamas                                                                   | 0 – 8                                                                     | Costa Rica                                                                | Qual. Mondiali 2026                                                       | Alonso Martínez Joseph Mora Alejandro Bran Orlando Galo Manfred Ugalde 2 Warren Madrigal Álvaro Zamora | Cap: K.Navas                                                              |
| 11-6-2025                                                                 | San José                                                                  | Costa Rica                                                                | 2 – 1                                                                     | Trinidad e Tobago                                                         | Qual. Mondiali 2026                                                       | Jeyland Mitchell Warren Madrigal                                                                       | Cap: K.Navas                                                              |
| 16-6-2025                                                                 | San Diego                                                                 | Costa Rica                                                                | 4 – 3                                                                     | Suriname                                                                  | Gold Cup 2025 - 1°turno                                                   | Alonso Martínez 2 Manfred Ugalde 2 (rig.) Josimar Alcócer                                              | Cap: K.Navas                                                              |
| 19-6-2025                                                                 | Arlington                                                                 | Costa Rica                                                                | 2 – 1                                                                     | Rep. Dominicana                                                           | Gold Cup 2025 - 1°turno                                                   | Manfred Ugalde (rig.) Josimar Alcócer                                                                  | Cap: K.Navas                                                              |
| 23-6-2025                                                                 | Paradise                                                                  | Messico                                                                   | 0 – 0                                                                     | Costa Rica                                                                | Gold Cup 2025 - 1°turno                                                   | - | Cap: K.Navas                                                              |
| 30-6-2025                                                                 | East Rutherford                                                           | Stati Uniti                                                               | 2 – 2 (4 - 3 dtr)                                                         | Costa Rica                                                                | Gold Cup 2025 - Quarti di finale                                          | Francisco Calvo (rig.) Alonso Martínez                                                                 | Cap: K.Navas                                                              |
| Totale                                                                    |                                                                           | Presenze                                                                  | 9                                                                         |                                                                           | Reti                                                                      | 6 |                                                                           |

## Palmarès

### Giocatore
- Campionato messicano: 1

Atlante: 1992-1993

### Allenatore

#### Club

##### Competizioni nazionali
- Campionato messicano: 2

América: Clausura 2013, Apertura 2018
- Coppa del Messico: 1

Club de Fútbol América: Clausura 2019
- Campeón de Campeones: 1

Club de Fútbol América: 2019

#### Nazionale
- Gold Cup: 1

Messico: 2015